# Gianni Ferlenghi
Giovanni Ferlenghi, detto Gianni (Stagno Lombardo, 11 febbraio 1931 – Sospiro, 19 agosto 2023) è stato un ciclista su strada italiano, professionista dal 1954 al 1961. Il successo più importante in carriera fu una tappa al Giro d'Europa 1956 ed ottenne alcuni importanti piazzamenti, quali i secondi posti, alla prima tappa del Giro d'Italia 1956 e alla prima tappa della Parigi-Nizza 1958.

## Palmarès
- 1951 (dilettanti)

Coppa Francesco Agello
- 1954 (dilettanti)

Pavia-Ghisallo
- 1955 (Bianchi, una vittoria)

Coppa Collecchio
- 1956 (Arbos, una vittoria)

6ª tappa Giro d'Europa (Trento > Innsbruck)

## Piazzamenti

### Grandi Giri
- Giro d'Italia

1956: ritirato
1957: 52º
1958: 51º
1959: 69º
1961: 83º
- Tour de France

1957: ritirato (3ª tappa, 2ª semitappa)
1958: 24º
1960: 71º
- Vuelta a España

1957: 41º

### Classiche monumento
- Milano-Sanremo

1955: 92º
1956: 36º
1958: 10º
- Giro delle Fiandre

1960: 63º
- Giro di Lombardia

1955: 11º
1958: 99º